# 中田裕康
中田 裕康（なかた ひろやす、1951年 - ）は、日本の法学者。専門は民法。東京大学名誉教授、一橋大学名誉教授。不動産適正取引推進機構会長。学位は、法学博士（東京大学・1989年）。大阪府出身。星野英一門下。

## 略歴
略歴は以下のとおり。
- 1970年3月 - 大阪教育大学附属高等学校天王寺校舎卒業
- 1975年3月 - 東京大学法学部第1類（私法コース）卒業[2]
- 1977年4月 - 司法修習修了、弁護士登録（1990年3月まで）
- 1985年3月 - 東京大学大学院法学政治学研究科修士課程修了
- 1989年9月 - 東京大学大学院法学政治学研究科博士課程修了
  - 法学博士（東京大学）（学位論文「継続的売買の解消」）
- 1990年4月 - 千葉大学法経学部助教授
- 1993年6月 - 千葉大学法経学部教授
- 1995年4月 - 一橋大学法学部教授
- 1999年4月 - 一橋大学大学院法学研究科教授 配置換え（改組）
- 2008年4月 - 東京大学大学院法学政治学研究科教授 就任
- 2015年4月 - 一橋大学名誉教授[3][4]
- 2017年4月 - 早稲田大学法学学術院、大学院法務研究科教授[5]
- 2017年6月 - 東京大学名誉教授[6]

## 著書

### 単著
- 『継続的売買の解消』（有斐閣、1994年）
- 『継続的取引の研究』（有斐閣、2000年）
- 『債権総論』（岩波書店、2008年／新版、2011年／第3版、2013年／第4版、2020年）
- 『契約法』（有斐閣、2017年／新版、2021年）

### 共著
- （高橋眞・佐藤岩昭）『民法４――債権総論』（有斐閣、2004年）

### 編著
- 『家族法改正――婚姻・親子関係を中心に』（有斐閣、2010年）

### 共編著
- （鎌田薫・加藤新太郎・須藤典明・三木浩一・大村敦志）『民事法Ⅰ[総則・物権]／Ⅱ[担保物権・債権総論]／Ⅲ[債権各論]』（日本評論社、2005年／第2版、2010年）
- （潮見佳男・道垣内弘人）『民法判例百選Ⅰ総則・物権〔第６版〕』（有斐閣、2009年）
- （潮見佳男・道垣内弘人）『民法判例百選Ⅱ債権〔第６版〕』（有斐閣、2009年）
- （窪田充見）『民法判例百選Ⅱ債権〔第７版〕』（有斐閣、2015年）